# Sophta ozolicoides
Sophta ozolicoides är en fjärilsart som beskrevs av Emilio Berio 1954. Sophta ozolicoides ingår i släktet Sophta och familjen nattflyn. Inga underarter finns listade i Catalogue of Life.